# مارسیا هریس
مارسیا هریس (انگلیسی: Marcia Harris؛ ۱۴ فوریهٔ ۱۸۸۰ – ۱۸ ژوئن ۱۹۴۷) یک هنرپیشه اهل ایالات متحده آمریکا بود.
از فیلم‌های او می‌توان به آرزوهای بزرگ اشاره نمود.